# چیلتکو پرکلا
چیلتکو پرکلا (به لاتین: Trzylatków-Parcela) یک روستای لهستان در لهستان است که در Gmina Błędów واقع شده‌است.